# علیرضا کاظمی‌پور
علیرضا کاظمی‌پور (زادهٔ ۲۷ مهر ۱۳۵۲)، فیلم‌نامه‌نویس ایرانی است. از سال ۱۳۷۸، فعالیت فیلم‌نامه‌نویسی را آغاز کرد و بیشترین فعالیتش به عنوان فیلم‌نامه‌نویس در تلویزیون بوده‌ است. سریال‌هایی که او نوشته، موفق به دریافت چند جایزه از جشنواره‌های مختلف داخلی شده‌است.

## تحصیلات
- ۱۳۷۹ فارغ التحصیل دوره فیلم‌نامه‌نویسی از مدرسه کارگاهی فیلم‌نامه‌نویسی (حوزه هنری)
- ۱۳۷۷ کارشناسی فیزیک کاربردی از دانشگاه امیر کبیر
- ۱۳۸۹ کارشناس ارشد رشته سینما از دانشگاه تهران[۱]

## آثار

### فیلمهای سینمایی
- ۱۳۸۳ بازنده (قاسم جعفری)
- ۱۳۸۹ پروانگی (قاسم جعفری)
- ۱۳۹۴ من و شارمین ( بازنویسی) (بیژن شیرمرز)

### مجموعه‌های تلویزیونی
- ۱۳۸۰ گمگشته (رامبد جوان)
- ۱۳۸۳ نقطه چین (مهران مدیری)
- ۱۳۸۱ دریایی‌ها (سیروس مقدم)
- ۱۳۸۱ مسافری از هند (قاسم جعفری)
- ۱۳۸۲ فقط به خاطر تو (اکبر منصور فلاح)
- ۱۳۸۳ کمکم کن (قاسم جعفری)
- ۱۳۸۳ غریبانه (قاسم جعفری)
- ۱۳۸۴ او یک فرشته بود (علیرضا افخمی)
- ۱۳۸۵ پرواز در حباب (سیروس مقدم)
- ۱۳۸۵ از نفس افتاده (قاسم جعفری)
- ۱۳۸۶ میوه ممنوعه (حسن فتحی)
- ۱۳۸۷ آخرین دعوت (حسین سهیلی‌زاده)
- ۱۳۸۸ اشک‌ها و لبخندها (حسن فتحی)
- ۱۳۸۸ دلنوازان (حسین سهیلی‌زاده)
- ۱۳۸۸ زن بابا (سعید آقاخانی)
- ۱۳۸۹ خوش‌نشین‌ها (سعید آقاخانی)
- ۱۳۹۱ زمانه (حسن فتحی)
- ۱۳۹۲ آوای باران (حسین سهیلی‌زاده)
- ۱۳۹۲ دردسرهای عظیم (برزو نیک‌نژاد)
- ۱۳۹۴ دردسرهای عظیم ۲ (برزو نیک‌نژاد)
- ۱۳۹۵ چرخ فلک (دو اپیزود) (عزیزالله حمیدنژاد)
- ۱۳۹۵ عاشقانه (منوچهر هادی)
- ۱۳۹۶ پنچری (برزو نیک‌نژاد)
- ۱۳۹۹ گیسو (عاشقانه۲) (منوچهر هادی)
- ۱۴۰۰ بی همگان (بهرنگ توفیقی و اصغر هاشمی)

### طرح فیلمنامه مجموعه‌های تلویزیونی
- ۱۳۸۳ تب سرد (علیرضا افخمی)
- ۱۳۸۲ وارث (کاظم بلوچی)
- ۱۳۸۴ روزهای اعتراض (حسین سهیلی‌زاده)
- ۱۳۹۰ دختران حوا (حسین سهیلی‌زاده)
- ۱۳۹۴ یادداشت‌های یک زن خانه‌دار (مسعود کرامتی)

### مشاور فیلمنامه مجموعه‌های تلویزیونی
- ۱۳۹۴ سر به راه (سعید سلطانی)
- ۱۳۹۴ شیوع (محمود معظمی)

### تله‌فیلم
- ۱۳۷۹ اینجا خانه من است ( به کارگردانی علی پاکاریان)
- ۱۳۸۵ یک اشتباه ساده ( به کارگردانی ابراهیم شیبانی[[)
- ۱۳۸۵ همیشه مادر ( به کارگردانی شاهد احمدلو]])
- ۱۳۸۷ پدر کاغذی ( به کارگردانی علیرضا اسحاقی)
- ۱۳۸۶ گزارش یک اعدام ( به کارگردانی ابراهیم شیبانی)
- ۱۳۸۷ زندگی بدون من ( به کارگردانی حسین حکمت‌جو)
- ۱۳۸۷ شاهد عینی ( به کارگردانی مهدی گلستانه)
- ۱۳۸۸ دنده معکوس ( به کارگردانی حسن فتحی)
- ۱۳۸۸ زیگزاگ ( به کارگردانی مجید توکلی)
- ۱۳۸۹ خداحافظ تهران ( به کارگردانی محمد رضا رستمی)
- ۱۳۹۰ بومرنگ ( به کارگردانی اسماعیل فلاح‌پور)
- ۱۳۹۲ صندلی 4 ساله ( به کارگردانی محسن توکلی)
- ۱۳۹۵ بیگانه با خود ( به کارگردانی جمشید بیات ترک)
- ۱۳۸۷ تلخون (طرح) (علیرضا امینی)

### فیلم کوتاه
- ۱۳۸۹ آهستگی ( نویسنده، کارگردان و تهیه کننده)[۲]

## سوابق اجرائی
- ۱۳۸۵ عضو هیئت انتخاب فیلمنامه در جشنواره فیلم کوتاه رویش
- ۱۳۸۵ عضو هیئت انتخاب فیلمنامه جشنواره فیلم پلیس
- ۱۳۸۵ عضو هیئت داوران جشنواره فیلم ایدز
- ۱۳۸۷ عضو هیئت انتخاب نخستین جشنواره فیلم‌های سینمائی ویدیوئی تلویزیون
- ۱۳۸۹-۱۳۹۰ مدرس فیلم‌نامه‌نویسی دانشگاه تهران
- ۱۳۹‍ عضو هیئت انتخاب و داوری فیلمنامه در هشتمین جشنواره فیلم رضوی[۳]

## جوایز
- ۱۳۸۰ جایزه بهترین فیلمنامه سریال تلویزیونی از شبکه سه سیما برای سریال گمگشته
- ۱۳۸۲ جایزه بهترین فیلمنامه سریال تلویزیونی از شبکه سه سیما برای سریال مسافری از هند
- ۱۳۸۸ تندیس حافظ بهترین فیلمنامه سریال تلویزیونی از یازدهمین جشن دنیای تصویر برای میوه ممنوعه
- ۱۳۹۳ نامزد بهترین فیلمنامه سریال تلویزیونی از چهاردهمین جشن دنیای تصویر برای سریال آوای باران[۴]
- ۱۳۹۶ نامزد بهترین فیلمنامه سریال تلویزیونی از هفدهمین جشن دنیای تصویر برای سریال عاشقانه[۵]
- ۱۳۸۹ نامزد بهترین فیلمنامه تله فیلم از جشنواره فیلم شهر برای تله فیلم دنده معکوس
- ۱۳۹۰ نامزد بهترین فیلمنامه تله فیلم از اولین دوره جشنواره جام جم برای تله فیلم دنده معکوس[۶]